# Sub Crâng, Caraș-Severin
Sub Crâng este un sat în comuna Cornereva din județul Caraș-Severin, Banat, România. La recensământul din 2002 avea o populație de 36 locuitori.